# Vaira Vīķe-Freiberga

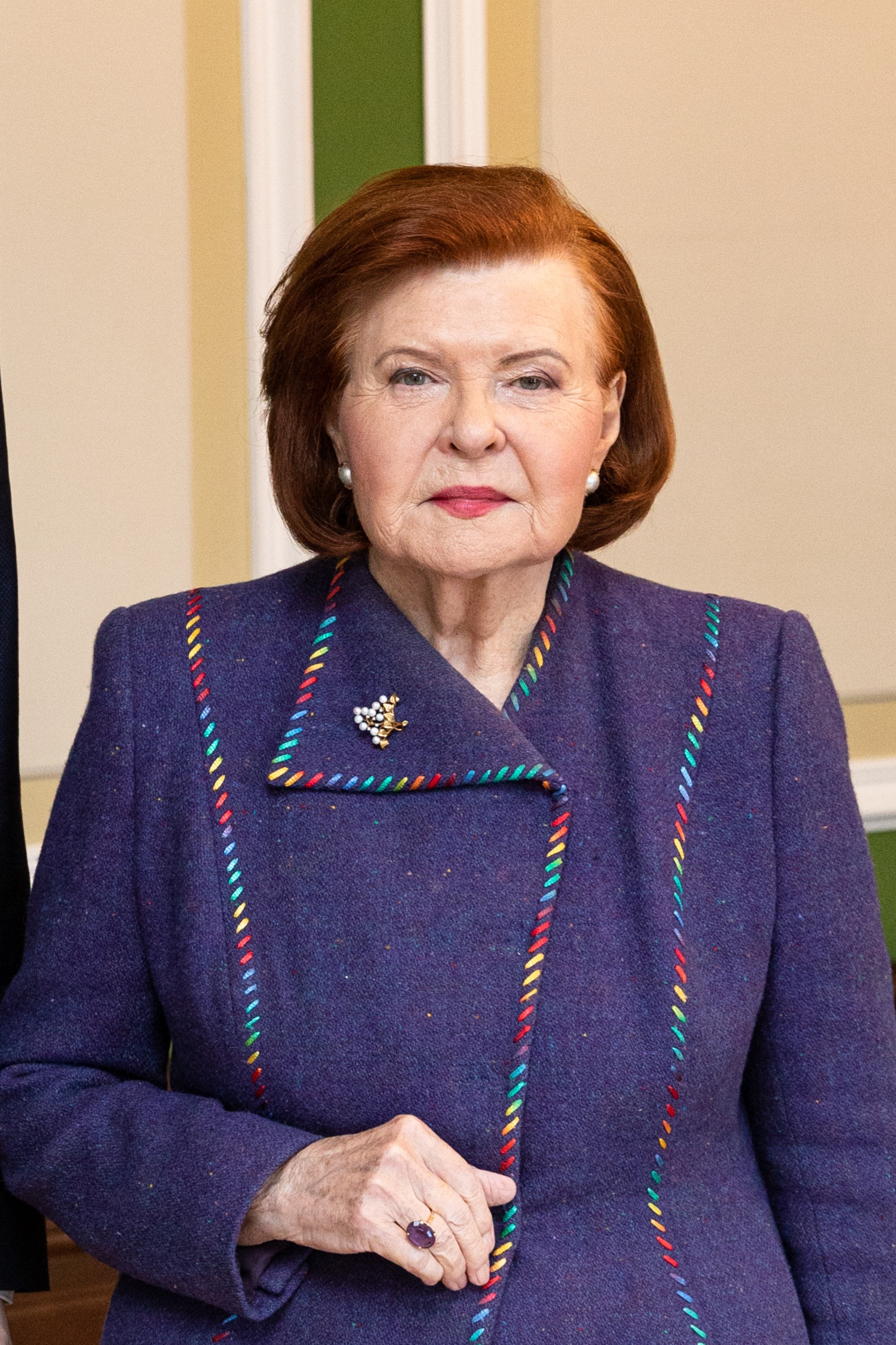
Vaira Vīķe-Freiberga 2022

Vaira Vīķe-Freiberga [ˈvaira ˈviːce ˈfreiberga] (* 1. Dezember 1937 in Riga) ist eine ehemalige lettische Politikerin. Sie war von 1999 bis 2007 Staatspräsidentin.

## Leben
Die Eltern von Vaira Vīķe-Freiberga waren Kriegsflüchtlinge. Die Familie verließ angesichts des Vorrückens der Roten Armee und der drohenden abermaligen Besetzung Lettlands durch die Sowjetunion im Jahr 1944 die Heimat und lebte in den folgenden Jahren in verschiedenen Ländern: Deutschland, Marokko und Kanada. In Kanada studierte Vīķe-Freiberga an den Universitäten von Toronto und der McGill-Universität, wo sie 1965 in Psychologie promoviert wurde.
Zwischen 1965 und 1998 lehrte sie als Professorin für Psychologie an der Universität Montreal. Während dieser Zeit war sie zusammen mit ihrer Mutter in der lettischen Gemeinschaft Kanadas aktiv, ein großer Teil ihrer Forschung drehte sich um die traditionellen lettischen Dainas. Sie erhielt fünf Ehrendoktorwürden und weitere renommierte Auszeichnungen.
1998 kehrte Vaira Vīķe-Freiberga nach Lettland zurück, um die Leitung des Lettischen Instituts zu übernehmen, eine Organisation zur Förderung der Bekanntheit Lettlands im Ausland. Im darauf folgenden Jahr wurde sie als Nachfolgerin von Guntis Ulmanis zur Präsidentin der Republik Lettland gewählt. 2003 wurde sie vom Parlament für eine zweite Amtszeit wiedergewählt, welche 2007 endete. Ihr Nachfolger war Valdis Zatlers.
Im Dezember 2007 wurde die frühere Staatspräsidentin als stellvertretende Vorsitzende in die neu geschaffene „Reflexionsgruppe“ der Europäischen Union (auch Rat der Weisen genannt) berufen. Der Rat befasst sich mit Fragen der zukünftigen Entwicklung der EU.
Vaira Vīķe-Freiberga spricht mehrere Sprachen fließend, darunter Lettisch, Englisch, Französisch und Deutsch.

## Familie
Vaira Vīķe-Freiberga ist verheiratet mit Imants Freibergs, der Informatikprofessor an der McGill University und der Université du Québec war. Das Ehepaar hat zwei Kinder, Kārlis und Indra.

## Politik
Infolge der während ihrer beiden Amtszeiten immer wieder unstabilen politischen Verhältnisse und häufig wechselnder Regierungen stand Vaira Vīķe-Freiberga für Kontinuität und gewann so beträchtlichen politischen Einfluss. Die parteilose Präsidentin sorgte für eine klare Westorientierung Lettlands und bemühte sich um den NATO- und EU-Beitritt ihres Landes. Sie setzte sich für die Erleichterung der Integration der nicht-lettischsprachigen Einwohner in die lettische Gesellschaft ein. Ihr lag daran, in Westeuropa und Nordamerika die dort weithin vergessene Geschichte ihres Landes mit der doppelten Besetzung durch die Sowjetunion (1940/1941, erneut von 1944/1945 bis 1990) und durch das nationalsozialistische Deutschland (von 1941 bis 1944/1945) bekannt zu machen. Ein weiteres großes Anliegen ist ihr die Förderung der Wissenschaften in Lettland.
Von 2014 bis 2019 war Vaira Vīķe-Freiberga die Vorsitzende des Club de Madrid, einer Verbindung ehemaliger Regierungsvorsitzenden und Staatspräsidenten.

## Ehrungen und Auszeichnungen
- 1979 – Prof. A. Abeles Gedächtnispreis für ihre Arbeiten über lettische Philologie (zusammen mit ihrem Mann Imants Freibergs)
- 1989 – Preis der Kulturstiftung der PBLA für ihre Errungenschaften in der Forschung und Popularisierung der lettischen Dainas
- 1991 – Juristische Ehrendoktorwürde der Queen’s University, Kingston, Ontario
- 1992 – Medaille für Gesellschaftswissenschaften
- 1992 – Prix Marcel-Vincent der französischsprachigen Wissenschaftler Kanadas (ACFAS)
- 1995 – Pierre Chauveau-Medaille der Royal Society of Canada für ihre Erfolge in den Human-Wissenschaften
- 1997 – Große Medaille der Lettischen Wissenschaftlichen Akademie für ihre Forschung und Popularisierung der lettischen Dainas
- 1997 – Council of Women World Leaders der Harvard University
- 1999 – Collane des Drei-Sterne-Ordens
- 2000 – Ehrendoktorwürde der Victoria University in the University of Toronto
- 2000 – Ehrendoktorwürde der Universität Lettlands
- 2000 – Großkreuz des Erlöser-Ordens
- 2000 – Großkreuz des Sankt-Olav-Ordens
- 2000 – Collane des Ordens des Marienland-Kreuzes
- 2001 – Collane des Sterns von Rumänien
- 2001 – Collane des Verdienstordens der Republik Ungarn
- 2001 – Collane des Finnischen Ordens der Weißen Rose
- 2001 – Großkreuz der Ehrenlegion
- 2002 – Ehrendoktorwürde der Vytautas-Magnus-Universität Kaunas
- 2002 – Ehrendoktorwürde der McGill University Montreal
- 2003 – Orden des Weißen Adlers
- 2003 – Sonderstufe des Großkreuzes des Verdienstordens der Bundesrepublik Deutschland
- 2003 – Collane des Ordens des Infanten Dom Henrique
- 2004 – Collane des Ordens de Isabel la Católica
- 2004 – Collane des Verdienstordens der Italienischen Republik
- 2005 – Großkreuz des Verdienstordens der Republik Polen
- 2005 – Königlicher Seraphinenorden
- 2005 – Ehrendoktorwürde der Staatlichen Universität Baku
- 2005 – Ehrendoktorwürde der Staatlichen Universität Tiflis
- 2005 – Ehrendoktorwürde der Staatlichen Universität Jerewan
- 2005 – Hannah-Arendt-Preis für politisches Denken
- 2006 – Walter-Hallstein-Preis für ihre Verdienste um die Integration der baltischen Staaten in die Europäische Union
- 2006 – Großkreuz des Ordens vom Niederländischen Löwen
- 2006 – Großkreuz des Militär- und Zivildienst-Ordens Adolphs von Nassau
- 2006 – Ix-Xirka Ġieħ ir-Repubblika
- 2006 – Offizier des Ordre national du Québec
- 2006 – Kleinstaatenpreis des Herbert-Batliner-Europainstitutes in Salzburg
- 2007 – Kaiser-Otto-Preis der Stadt Magdeburg für ihr Wirken für die Völkerverständigung und den europäischen Gedanken
- 2007 – Ehrendoktorwürde der Dalhousie University
- 2007 – Chrysanthemenorden
- 2007 – Großkreuz des Westhard-Ordens
- 2007 – Großkreuz des Leopoldsordens
- 2007 – Dame Grand Cross des Order of the Bath
- 2008 – Assoziiertes Mitglied der Académie royale des Sciences, des Lettres et des Beaux-Arts de Belgique[7]
- 2009 – Hayek-Medaille der Friedrich A. von Hayek-Gesellschaft e. V.
- 2010 – Konrad-Adenauer-Preis der Stadt Köln

## Schriften
- als Herausgeberin: Linguistics and poetics of Latvian folk songs: essays in honour of the sesquicentennial of the birth of Kr. Barons (= McGill Queen’s studies in ethnic history, Bd. 4). McGill-Queen’s University Press, Kingston 1989, ISBN 0-7735-0661-6.
- Dzintara kalnā: apceres par latviešu tautasdziesmām. Zvaigzne, Riga 1993, ISBN 5-405-00949-0 (Buch über lettische Volkslieder, lettisch)
- Trejādas saules, hronoloģiskā saule. Karogs, Riga 1999, ISBN 9984-505-52-9 (lettisch).
- Saules zīme. Nordik, Riga 1999. ISBN 9984-675-08-4 (lettisch).
- Latvia’s place in a new Europe (= European Essay, Bd. 13). Federal Trust 2000, ISBN 1-903403-26-X.
- Die Republik Lettland und das Land Nordrhein-Westfalen – Partner in einem vereinten Europa (= Zentrum für Europäische Integrationsforschung, Discussion paper C 99). Zentrum für Europäische Integrationsforschung der Rheinische Friedrich Wilhelms-Universität Bonn und Industrieclub Düsseldorf, Bonn / Düsseldorf 2001, ISBN 3-936183-99-6.